# Al-'Ula
Al-'Ula (in arabo ٱلْعُلَا‎? al-ʿulā), è una città della regione di Medina nel nord-ovest dell'Arabia Saudita. Si trova sulla via dell'incenso, all'interno del Governatorato di 'Ula (in arabo مُحَافَظَة ٱلْعُلَا‎?, Muḥāfaẓat Al-ʿUlā), uno dei sette nella regione di Medina, che copre un'area di 29 261 chilometri quadri (11 298 mi²). La città è situata 110 km (68 mi) a sud-ovest di Tayma e 300 km (190 mi) a nord di Medina.  La città (comune) copre 2 391 chilometri quadri (923 mi²). La popolazione della città è di 5 426 persone.
Al-'Ula era la capitale degli antichi Lihyaniti (Dedaniti). Il governatorato contiene il primo sito del patrimonio mondiale dell'UNESCO nel regno saudita, chiamato Hegra (noto anche come Al-Hijr, o Mada'in Saleh/Mada'in Salih), 22 km (14 mi) nord della città. Hegra (Mada'in Salih) è stata costruita più di 2.000 anni fa dai Nabatei. Al-'Ula, l'antica città murata, è piena di case in mattoni di fango e pietra.

## Storia
La città fortificata di Al-'Ula è stata fondata nel VI secolo a.C., un'oasi nella valle desertica, con terreno fertile e acqua in abbondanza. Si trovava lungo la "Strada dell'Incenso", la rete di rotte che facilitava il commercio di spezie, seta e altri articoli di lusso attraverso l'Arabia, l'Egitto e l'India. Al-'Ula sorge sul sito della città biblica di Dedan, ma fu fondata con l'antico regno nordarabico di Lihyan, che governò dal V al II secolo a.C. La storia più antica dell'oasi è stata suddivisa in più fasi. Il regno dedanita abbraccia il VII e il VI secolo a.C. . Dedan è menzionato nelle "Iscrizioni di Harran". In questi si racconta come Nabonedo il re di Babilonia fece una campagna militare nell'Arabia settentrionale attorno al 552 aC, conquistando Tayma Dedan e Yathrib (Medina). Si pensa che intorno alla fine del V secolo a.C. il regno divenne ereditario.

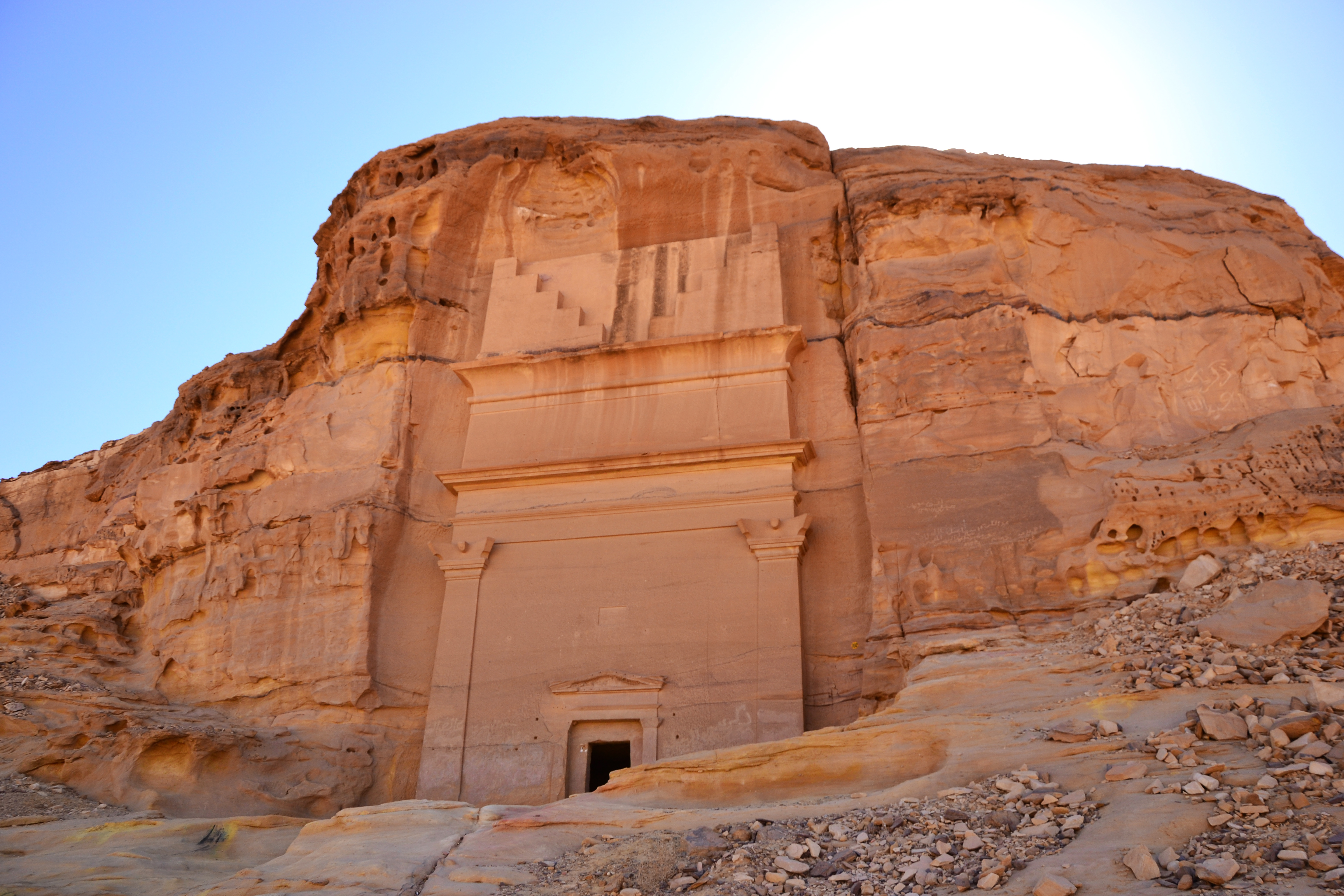
Una delle tombe nabatee della necropoli di Madain Saleh

I successivi quattrocento anni, fino al 100 a.C. circa, furono il tempo del Regno di Lihyan. I nabatei furono i signori della regione almeno fino al 106 d.C. quando i romani conquistarono la loro capitale Petra . I Nabatei fecero di Hegra, la moderna Mada'in Salih, la loro seconda capitale. Il centro di potere della regione si spostò così a Hegra circa 22 km (14 mi) a nord di Al-'Ula.
Il Nabi islamico ( Profeta ) Muhammad passò attraverso Al-'Ula nel 630 durante la sua campagna verso Tabuk . Al-Mabiyat circa 20 km (12 mi) distanza vicino a Mughaira divenne il prossimo centro commerciale della regione. Ha prosperato intorno al 650 fino a quando non è diminuito prima del 1230. Nel XIII secolo fu costruita la vecchia città di Al-'Ula e molte pietre delle antiche rovine di Dedanite e Lihyanite furono riutilizzate. Al-'Ula ora divenne di nuovo il principale insediamento della regione fino ai tempi moderni. Tra il 1901 e il 1908 gli ottomani costruirono la ferrovia Hejaz per collegare Damasco a Medina. La ferrovia aveva stazioni principali sia a Mada'in Salih (Hegra) che ad Al-'Ula, dove fu costruita una linea attraverso la parte occidentale di Al-Khuraybah, circa 12 km (7,5 mi) a nord della vecchia città medievale, che si ritiene essere il sito dell'antica città di Dedanite e Lihyanite che è ancora lì nonostante sia in cattive condizioni.
Nel XX secolo il nuovo centro città è stato stabilito accanto alla città vecchia e alla fine la gente ha lasciato i vecchi edifici. Si dice che l'ultima famiglia se ne sia andata nel 1983, mentre l'ultima funzione nella vecchia moschea si è svolta nel 1985. Sia le rovine della città medievale che il sito dell'insediamento Liyhanita si trovano ora entro i limiti della città moderna.
Lo studio più dettagliato dell'area è stato effettuato dai sacerdoti francesi Antonin Jaussen e Raphael Savignac, che hanno visitato l'area tre volte, nel 1907, 1908 e 1910. Hanno studiato i resti di Hegra e Dedan e hanno raccolto un gran numero di iscrizioni Lihyanite, Minaean, Thamudic e Nabateean. Di conseguenza, è stato il loro lavoro a costituire la base per tutti gli ulteriori studi e ricerche sulla storia dell'area.
Il primo viaggiatore europeo dei tempi moderni a descrivere la città fu Charles Doughty nel 1876. Charles Huber era ad Al-'Ula nel 1881-82. nel 1883 accompagnato da Julius Euting. Nel 1968 un team di archeologi dell'Università di Londra ha studiato circa quindici iscrizioni.
Le pareti verticali di arenaria che circondano la valle offrono ampie superfici per l'arte rupestre, rendendo il governatorato una delle regioni più ricche di petroglifi del Regno. Ar-Ruzeiqiah è una montagna nella parte meridionale del governatorato, con un grande pannello di petroglifi che mostra centinaia di immagini, incluse rappresentazioni di scene di caccia con umani e una varietà di animali. Gli stambecchi sono le specie più comuni, ma si possono trovare anche cammelli, cavalli e altre specie. Il monte Ikma ha anche una grande facciata con scene, strani simboli e iscrizioni.

## Città, paesi, villaggi
Ci sono quattro comuni principali nel Governatorato di 'Ula: Al-'Ula: la capitale situata a sud-ovest (popolazione 5.426); Mughīrā' ( in arabo مُغِيْرَاء‎?   ) a sud-est (popolazione 8.952); Abu Raku, a nord (2.678 abitanti); e Al Hajar a nord-est (1.707 abitanti).

## Piano di sviluppo
Per promuovere il turismo e ottenere maggiore attrazione, la Commissione reale su Al-'Ula sta formando 200 giovani sauditi su un progetto ambizioso in cui i turisti esploreranno i tesori culturali della zona. Reclutati dalla regione di Al-'Ula, i 200 giovani (tutti in età di scuola superiore o al primo anno da studenti universitari, e divisi 50-50 tra ragazzi e ragazze) si trovano a Riyadh, in Arabia Saudita, in formazione in materia di ospitalità, apprendimento nuove lingue, studiando agricoltura e tecnologia dell'acqua e ricercando la storia culturale, sociale e naturale della loro regione d'origine.

### Aeroporto Prince Abdul Majeed bin Abdulaziz
L'aeroporto internazionale Prince Abdul Majeed bin Abdulaziz è stato una parte cruciale della strategia di sviluppo della Commissione reale per Al-'Ula (RCU), che prevedeva di renderlo una destinazione globale per la cultura e il turismo. Nel marzo 2021, il progetto dell'aeroporto è stato approvato, insieme ad una capacità tale ricevere 15 voli commerciali alla volta. Inoltre, la capacità del terminal è stata quadruplicata, portata da 100.000 a 400.000 passeggeri all'anno.